# Manuel Calzada Pérez
Manuel Calzada Pérez (Granada, 1972) es un dramaturgo, escenógrafo, arquitecto y profesor universitario español, ganador del Premio Nacional de Literatura Dramática en 2014.

## Biografía
Doctorado en Arquitectura por la Universidad de Sevilla, profesor asociado e investigador en la misma universidad, Manuel Calzada es reconocido por su actividad en torno al mundo teatral desde diferentes perspectivas. Inició sus primeros pasos y escarceos con la dramaturgia en la escenografía. A principios de los años 2000 ganaba el Concurso Nacional de Escenografía celebrado en Las Palmas de Gran Canaria con un montaje del Simon Bocanegra de Giuseppe Verdi (2002) y dos años más tarde, hizo lo propio con la adaptación teatral de La lozana andaluza de Francisco Delicado para el Centro Andaluz de Teatro. En 2007 entró en el ámbito de la dirección teatral como ayudante de José Carlos Plaza para diferentes montajes, así como también de Josefina Molina en Cinco horas con Mario (2010). En estos últimos años de la primera década del siglo XXI y como arquitecto, fue también redactor del proyecto encargado por la Junta de Andalucía para la rehabilitación de dos espacios claves del Teatro romano de Itálica: el escenario y la orchestra.
Manuel Calzada es autor de algunas obras teatrales inéditas, como Anna y Fiodr, una aproximación a las figuras de Fiódor Dostoyevski y su segunda esposa, Anna Dostoyevskaya y El inquilino de palacio. También es coautor de la adaptación teatral de la película sueca Sonata de otoño. Con El diccionario, estrenada en 2012 por José Carlos Plaza en el Teatro de la Abadía de Madrid, pero sin publicar hasta 2013 (Revista Artezblai), ganó el Premio Nacional de Literatura Dramática en 2014. La obra, centrada en la figura de la bibliotecaria y lexicógrafa española, María Moliner, autora del Diccionario de uso del español, fue considerada por el jurado una dramatización brillante de la figura de la mujer en la cultura y de reivindicación de la palabra como defensa de la libertad. En junio de 2013 la obra fue representada en Londres, Reino Unido, dentro del Festival de Teatro Español en Londres (Festelón), protagonizada por Vicky Peña, y tuvo una adaptación en Chile, dirigida por él mismo e interpretada por Liliana García y Paulo Brunetti, que se estrenó a fines de 2014 en el Centro Cultural Gabriela Mistral de Santiago de Chile, y fue reestrenada en agosto de 2015.